# 水野朔
水野 朔（みずの さく、1999年9月29日 - ）は、日本の女性声優。関西出身。東京俳優生活協同組合所属。

## 略歴
声優になろうと思ったのは小学5年生ぐらいであり、それまでは、テレビアニメ『夢色パティシエール』を見て「私もパティシエールになりたい！」と思う感じだったが、色々なアニメを見ていくうちに職業としての声優があることを知った
。決定打はテレビアニメ『イナズマイレブン』であり、その後は中学時代に代々木アニメーション学院の体験学習に通い、当初は高校の卒業資格も取れる声優の学校に行こうと思い、母にも相談していた。
しかしそれまでやりたい職業がコロコロ変わっていたことから、「専門的な学校に進学して途中でやりたいことが変わったら大変だな」と思い直し、普通の高校に進学。2016年、高校2年生の時に『第5回アニストテレス』を受けてのちに所属することになるソニー・ミュージックアーティスツに声をかけてもらい、高校卒業後に上京。
2018年、YouTubeにて歌ってみた動画の投稿を開始。
2022年4月、「もーもーファイターズ（声優）」として声優の戸谷菊之介、タレント・ゲーム配信者の梨蘭と共にAPEX LEGENDSの大会である第3回じすたげCUPに出場。
2022年10月、「声優e-Sports部」に4期生として加入。
2024年、第18回声優アワードにて、テレビアニメ『ぼっち・ざ・ろっく』のユニット「結束バンド」として歌唱賞を受賞。
2025年4月12日、同年5月31日をもってソニー・ミュージックアーティスツを退所することを発表。
同年6月1日、俳協（東京俳優生活協同組合）に所属したことを発表。

## 人物
趣味はゲーム、絵を描く（ソニー・ミュージックアーティスツ所属時）、カフェ巡り、音楽を聴く、魚を見ること。特技はタイピング、歌をうたう、空気を読む、寝ること。
YouTubeチャンネルでは、歌ってみた動画の投稿、不定期でゲーム配信・雑談配信を行っている。

## 出演
太字はメインキャラクター。

### テレビアニメ
2021年
- 幼なじみが絶対に負けないラブコメ（少女B）
- SELECTION PROJECT（花野井玲那）

2022年
- 天才王子の赤字国家再生術（給仕）
- はたらく魔王さま!!（店員、ドコデモ職員）
- 後宮の烏（柳寿雪）
- ぼっち・ざ・ろっく！（2022年 - 、山田リョウ） - 2シリーズ

2023年
- うちの会社の小さい先輩の話（女性社員B）
- 冒険者になりたいと都に出て行った娘がSランクになってた（サーシャ・ボルドー）
- ひきこまり吸血姫の悶々（ティオ・フラット）

2024年
- ゆるキャン△ SEASON3（小川かおり）
- 【推しの子】（吉富こゆき）
- VTuberなんだが配信切り忘れたら伝説になってた（彩ましろ）

2025年
- グリザイア:ファントムトリガー（コウジ）
- ある魔女が死ぬまで（ココ・ルッソ）
- 薫る花は凛と咲く（沢渡亜由美）
- 暗殺者である俺のステータスが勇者よりも明らかに強いのだが（アメリア・ローズクォーツ）

### 劇場アニメ
2020年
- 海辺のエトランゼ（女性客）

2024年
- 劇場総集編ぼっち・ざ・ろっく！ Re:（山田リョウ）
- 劇場総集編ぼっち・ざ・ろっく！ Re:Re:（山田リョウ）

### ゲーム
- BATON=RELAY（2020年、広瀬晶[24]）
- きららファンタジア（2022年、山田リョウ[25]）
- モンスターストライク（2022年 - 2025年、小桐さくの[26]、ファウスト〈グレートヒェン〉[27]、物干し竿[28]、山田リョウ[29]）
- 白猫プロジェクト（2023年、ディアイゼ[30]）
- 悪魔執事と黒い猫（2023年、アレク[31]）
- 共闘ことばRPG コトダマン（2024年、山田リョウ[32]）
- ゼンレスゾーンゼロ（2025年、ビビアン[33]）

### 舞台
- アンチイズム（2018年12月12日 - 20日、あうるすぽっと）[34]

### ラジオ
※はインターネット配信。
- セレプロ☆ラジオ〜Please listen to me!〜（2021年10月7日 - 12月30日、音泉※）[35]
- ぼっち・ざ・らじお！（2022年 - 、音泉※・YouTube※）交代制パーソナリティ
- ラジオどっとあい 水野朔の初期値ゼロからのスタートです！（2022年、AG-ON Premium※・YouTube※・超!A&G+※・KNBラジオ）
- 水野朔のさくっときるぞっ！（2022年 - 2023年、OPENREC.tv※）
- 水野のラジふぁぼ（2023年、YouTube・ニコニコ生放送、Phononチャンネル※）[36]
- A&G NEXT STEP HOOOOPE!（2023年 - 、超!A&G+※）[37]

## ディスコグラフィ

### キャラクターソング
| 発売日         | 商品名                                                         | 歌                                 | 楽曲                                | 備考                                                                                        |
| -------------- | -------------------------------------------------------------- | ---------------------------------- | ----------------------------------- | ------------------------------------------------------------------------------------------- |
| 2021年10月27日 | SELECTION PROJECT メインテーマCD                               | 9-tie                              | 「Glorious Days」                   | テレビアニメ『SELECTION PROJECT』オープニングテーマ                                         |
| 2021年10月27日 | SELECTION PROJECT メインテーマCD                               | 9-tie                              | 「Only one yell」                   | テレビアニメ『SELECTION PROJECT』エンディングテーマ                                         |
| 2021年10月27日 | SELECTION PROJECT メインテーマCD                               | 9-tie                              | 「SELECTION HEROINE」               | テレビアニメ『SELECTION PROJECT』関連曲                                                     |
| 2021年12月22日 | SELECTION PROJECT ユニットソングCD                             | 9-tie                              | 「Naked Blue」 「いつか かなう 夢」 | テレビアニメ『SELECTION PROJECT』挿入歌                                                     |
| 2021年12月22日 | SELECTION PROJECT ユニットソングCD                             | Suzu☆Rena                          | 「B.B」                             | テレビアニメ『SELECTION PROJECT』挿入歌                                                     |
| 2021年12月22日 | SELECTION PROJECT BD・DVD第1巻特典CD                           | Suzu☆Rena                          | 「Masquerade」                      | テレビアニメ『SELECTION PROJECT』関連曲                                                     |
| 2021年12月22日 | SELECTION PROJECT BD・DVD第1巻特典CD                           | 花野井玲那（水野朔)                | 「Only one yell」                   | テレビアニメ『SELECTION PROJECT』関連曲                                                     |
| 2022年10月12日 | 青春コンプレックス                                             | 結束バンド                         | 「青春コンプレックス」              | テレビアニメ『ぼっち・ざ・ろっく！』オープニングテーマ                                      |
| 2022年10月12日 | 青春コンプレックス                                             | 結束バンド                         | 「ひとりぼっち東京」                | テレビアニメ『ぼっち・ざ・ろっく！』関連曲                                                  |
| 2022年12月28日 | 結束バンド                                                     | 結束バンド［山田リョウ（水野朔）］ | 「カラカラ」                        | テレビアニメ『ぼっち・ざ・ろっく！』エンディングテーマ                                      |
| 2023年5月24日  | 光の中へ                                                       | 結束バンド                         | 「光の中へ」                        | テレビアニメ『ぼっち・ざ・ろっく！』関連曲                                                  |
| 2023年5月24日  | 光の中へ                                                       | 結束バンド                         | 「青い春と西の空」                  | テレビアニメ『ぼっち・ざ・ろっく！』関連曲                                                  |
| 2024年7月29日  | ライブスタート                                                 | Live-ON CAST                       | 「ライブスタート」                  | テレビアニメ『VTuberなんだが配信切り忘れたら伝説になってた』エンディングテーマ              |
| 2024年11月6日  | We will                                                        | 結束バンド［山田リョウ（水野朔）］ | 「惑う星」                          | テレビアニメ『ぼっち・ざ・ろっく！』関連曲                                                  |
| 2024年12月25日 | VTuberなんだが配信切り忘れたら伝説になってた Blu-ray&DVD Vol.2 | 彩ましろ（水野朔）                 | 「コバルトメモリーズ」              | テレビアニメ『VTuberなんだが配信切り忘れたら伝説になってた』エンディングテーマ              |
| 2024年12月25日 | きらら トリビュート コレクション「結束バンドの歌ってみた」     | 結束バンド［山田リョウ（水野朔）］ | 「Daydream café」                   | テレビアニメ『ぼっち・ざ・ろっく！』関連曲。曲自体は『ご注文はうさぎですか?』主題歌のカバー |

### 参加作品
| 発売日        | アーティスト名 | 収録作品       | 楽曲                        | 規格品番   | 備考                   |
| ------------- | -------------- | -------------- | --------------------------- | ---------- | ---------------------- |
| 2025年2月14日 | 矢野妃菜喜     | ありがとうだよ | 「辛苦or酔夢 feat. 水野朔」 | SLRL-10142 | デュエット歌唱で参加。 |

## ライブ・イベント

### 合同ライブ
| 出演日       | タイトル                                                     | 会場                   | 備考 |
| ------------ | ------------------------------------------------------------ | ---------------------- | ---- |
| 2024年5月4日 | SMA 50th Anniversary presents SMA VOICE Special Live vol.2.0 | 森のホール21（千葉県） |      |

### その他ライブ
| 出演日       | タイトル                                                   | 会場                         | 備考       |
| ------------ | ---------------------------------------------------------- | ---------------------------- | ---------- |
| 2025年3月2日 | 矢野妃菜喜 LIVE 妃菜祭 2025 ～こちらこそ、ありがとうだよ～ | 下北沢シャングリラ（東京都） | ゲスト出演 |

### シリーズ一覧
1. ↑  第1期（2022年）、第2期（時期未定）

### ユニットメンバー
1. 1 2  美山鈴音（矢野妃菜喜）、花野井玲那（水野朔）、濱栗広海（南雲希美）、今鵜凪咲（荒井瑠里）、八木野土香（羊宮妃那）、淀川逢生（岩橋由佳）、小泉詩（白河みずな）、山鹿栞（花井美春）、当麻まこ（下地紫野）
2. 1 2  美山鈴音（矢野妃菜喜）、花野井玲那（水野朔）
3. 1 2  喜多郁代（長谷川育美） / コーラス：山田リョウ（水野朔）
4. ↑  喜多郁代（長谷川育美） / コーラス：山田リョウ（水野朔）、伊地知虹夏（鈴代紗弓）、後藤ひとり（青山吉能）
5. ↑  心音淡雪（佐倉綾音）、彩ましろ（水野朔）、祭屋光（Machico）、柳瀬ちゃみ（菊池紗矢香）、宇月聖（小林ゆう）、神成シオン（諸星すみれ）、昼寝ネコマ（大橋彩香）、朝霧晴（日笠陽子）